# Sueño y silencio
Sueño y silencio és una pel·lícula dramàtica espanyola estrenada el 2012 i dirigida per Jaime Rosales. El guió està escrit conjuntament amb el dramaturg i guionista Enric Rufas.
Està rodada en blanc i negre amb actors no professionals i compta amb la participació artística del pintor mallorquí Miquel Barceló.
Es va presentar al Festival de Canes 2012, concretament en la secció paral·lela "Quinzena de Realitzadors".

## Argument
Oriol i Yolanda viuen a París amb les seves dues filles. Ell és arquitecte, ella és professora. Durant unes vacances al Delta de l'Ebre, un accident transforma les seves vides.

## Repartiment
- Yolanda Galocha: Yolanda
- Oriol Roselló: Oriol
- Jaume Terradas: Jaume
- Laura Latorre: Laura
- Alba Ros Montet: Alba
- Celia Correas: Celia

## Rodatge
El director buscava improvisació, espontaneïtat, veracitat en els seus intèrprets, un equip d'actors amateurs als qui gairebé no explicava res de la història durant el rodatge. El director va declarar: "Els actors no coneixen el guió, no hi havia unes frases fetes, no s'aprenien el guió, reaccionen moment a moment el dia de l'escena i a més això es roda en presa única".

## Rebuda
- "Una pel·lícula que s'arrisca a ser imperfecta per obtenir instants perdurables"[5]
- "Rosales, en 'Somni i silenci', lluita amb totes les forces amb el misteri, una lluita de gegants de la qual no sempre surt victoriós. Però l'espectacle del seu esforç titànic de director que vol arribar més lluny es queda surant en el record llarg temps. (...) Puntuació: ★★★★ (sobre 4)"[6]
- "Admirable per on la miris (...) Té el discurs del gran cinema, el seu tempo és emocionantment ters: és l'obra d'un creador major en estat de gràcia (...) Puntuació: ★★★★★ (sobre 5)"[7]